# Antedonidae
Famille
Les Antedonidés sont une famille de comatules.

## Description et caractéristiques
Crinoïdes non pédonculés, ils s'accrochent au substrat par des cirres mobiles en forme de griffes et sont capables de se déplacer en rampant.
La cavité centrodorsale est moyenne à large. La rosette n'est pas enfoncée sous la face aborale du pentagone radial, ses extensions interradiales ne forment pas de d'extensions en forme de bec. On note une seconde syzygie brachiale à 9+10, puis des syzygies distales espacées régulièrement. Les pinnules sont cylindriques ou plus ou moins aplaties, jamais prismatiques, et sans carination aborale. Les deux premiers segments des pinnules distales sont élargis, ceux au-delà du troisième sont allongés. On compte 5 radials (sauf chez Promachocrinus, qui en a 10).
Cette famille compte 165 espèces, réparties en 35 genres, dont 15 sont encore non classés. Cela représente un quart des genres et espèces de crinoïdes connues. Les études génétiques suggèrent cependant qu'elle serait largement paraphylétique, mais aucune révision d'ampleur n'a encore été entreprise. 

## Liste des genres

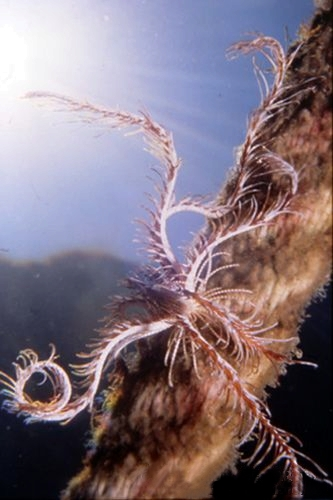
Antedon mediterranea.

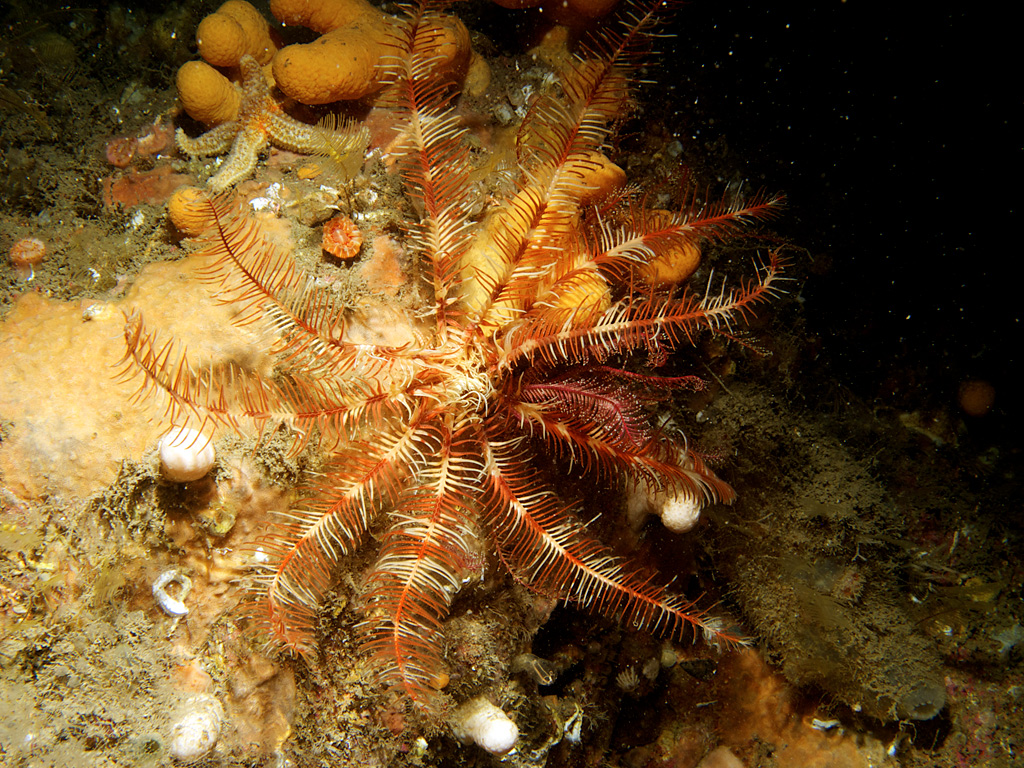
Antedon petasus.

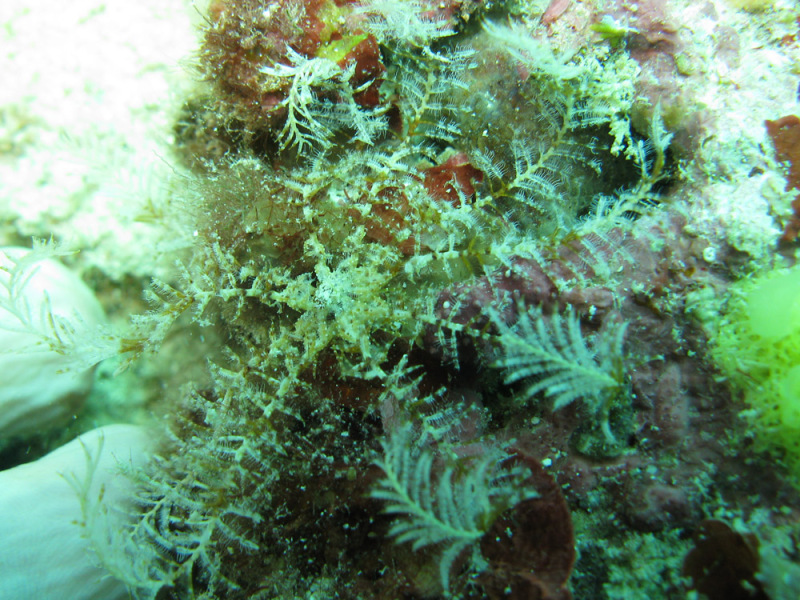
Dorometra nana.

| Selon World Register of Marine Species (20 janvier 2014) : ... - sous-famille Antedoninae (Norman, 1865) - genre Andrometra AH Clark, 1917 -- 2 espèces - genre Annametra AH Clark, 1936 -- 2 espèces - genre Antedon de Fréminville, 1811 -- 14 espèces - genre Ctenantedon Meyer, 1972 -- 1 espèce - genre Dorometra Clark, 1917 -- 9 espèces - genre Euantedon AH Clark, 1912 -- 6 espèces - genre Eumetra AH Clark, 1908 -- 1 espèce - genre Iridometra Clark, 1908 -- 3 espèces - genre Mastigometra AH Clark, 1908 -- 3 espèces - genre Toxometra AH Clark, 1911 -- 5 espèces - sous-famille Bathymetrinae AH Clark, 1909 - genre Argyrometra AH Clark, 1917 -- 2 espèces - genre Bathymetra AH Clark, 1908 -- 2 espèces - genre Boleometra AH Clark, 1936 -- 1 espèce - genre Fariometra AH Clark, 1917 -- 11 espèces - genre Hathrometra AH Clark, 1908 -- 1 espèce - genre Meteorometra AM Clark, 1980 -- 1 espèce - genre Nepiometra AH Clark, 1917 -- 1 espèce - genre Orthometra AH Clark, 1917 -- 1 espèce - genre Phrixometra Clark, 1921 -- 4 espèces - genre Retiometra AH Clark, 1936 -- 1 espèce - genre Thaumatometra AH Clark, 1908 -- 11 espèces - genre Tonrometra AH Clark, 1917 -- 4 espèces - genre Trichometra AH Clark, 1908 -- 3 espèces - sous-famille Heliometrinae AH Clark, 1909 - genre Anthometrina Eleaume, Hess & Messing, 2011 -- 1 espèce - genre Comatonia AH Clark, 1916 -- 1 espèce - genre Florometra AH Clark, 1913 -- 9 espèces - genre Heliometra AH Clark, 1907 -- 1 espèce - sous-famille Isometrainae Fet & Messing, 2003 - genre Isometra AH Clark, 1908 -- 7 espèces - sous-famille Perometrinae AH Clark, 1909 - genre Erythrometra AH Clark, 1908 -- 3 espèces - genre Helenametra AM Clark, 1966 -- 1 espèce - genre Hypalometra AH Clark, 1908 -- 1 espèce - genre Nanometra AH Clark, 1907 -- 3 espèces - genre Perometra AH Clark, 1907 -- 4 espèces - sous-famille Thysanometrinae AH Clark, 1909 - genre Coccometra AH Clark, 1908 -- 3 espèces - genre Thysanometra AH Clark, 1907 -- 2 espèces - groupe incertain - genre Adelometra AH Clark, 1907 -- 1 espèce - genre Anisometra John, 1939 -- 1 espèce - genre Athrypsometra Messing & White, 2001 -- 4 espèces - genre Balanometra Clark, 1909 -- 1 espèce - genre Caryometra AH Clark, 1936 -- 6 espèces - genre Cyclometra AH Clark, 1911 -- 2 espèces - genre Eometra Clark, 1936 -- 2 espèces - genre Eumorphometra Clark, 1915 -- 5 espèces - genre Hybometra AH Clark, 1913 -- 1 espèce - genre Kempometra John, 1938 -- 1 espèce - genre Leptometra AH Clark, 1908 -- 2 espèces - genre Microcomatula AH Clark, 1918 -- 1 espèce - genre Poliometra AH Clark, 1923 -- 1 espèce - genre Promachocrinus Carpenter, 1879 -- 8 espèces - genre Solanometra Clark, 1911 -- 1 espèce | Selon ITIS (20 janvier 2014) : - Antedon - Florometra A. H. Clark, 1913 - Hathrometra - Heliometra A. H. Clark, 1907 - Hypalometra - Leptometra - Psathyrometra A. H. Clark, 1907 - Retiometra A. H. Clark, 1936 - Stylometra |

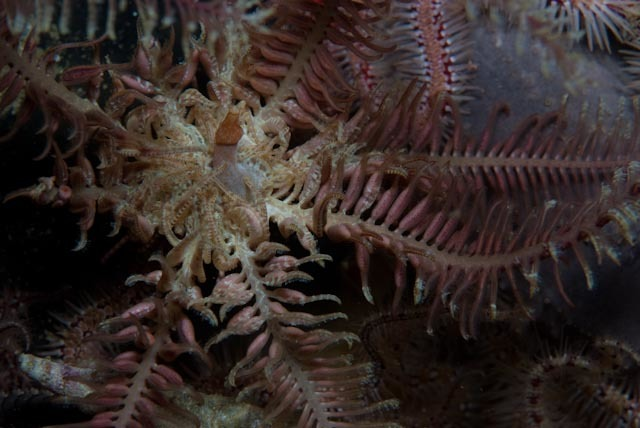
Annametra occidentalis
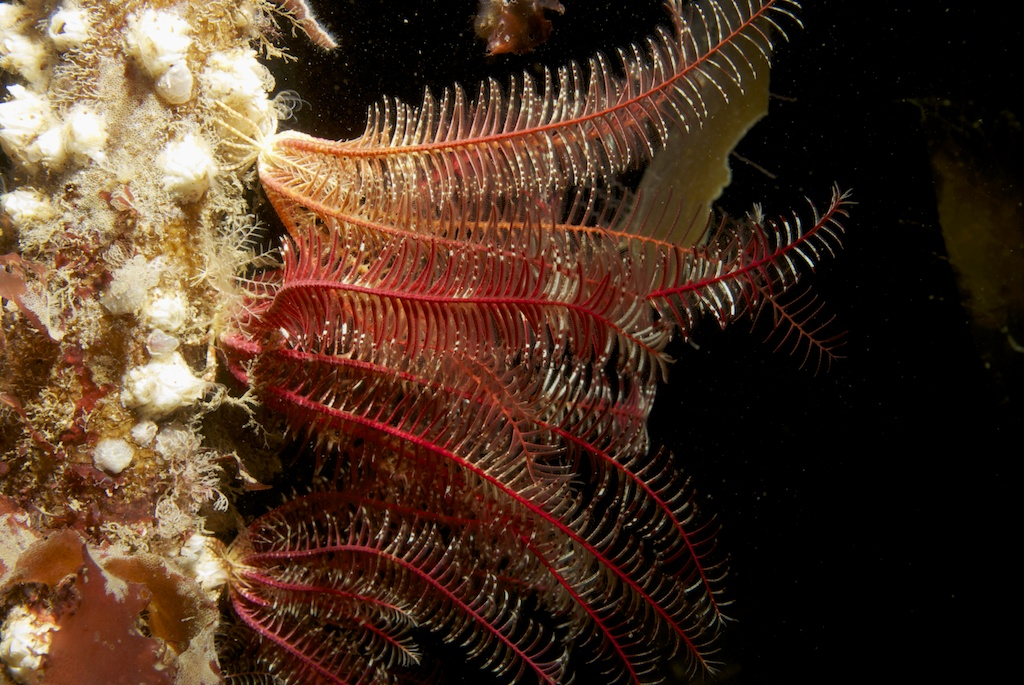
Antedon bifida
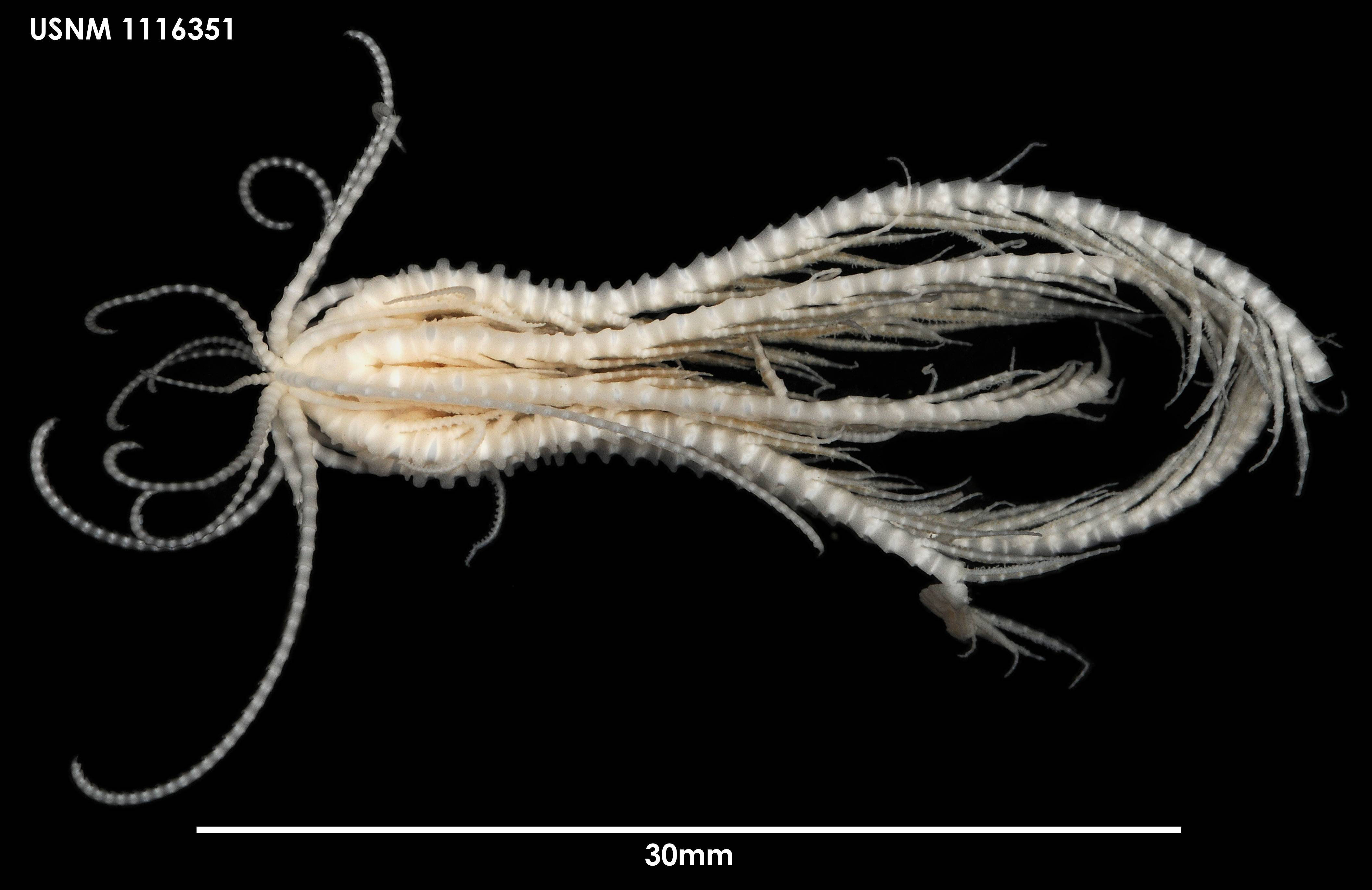
Anthometrina adriani
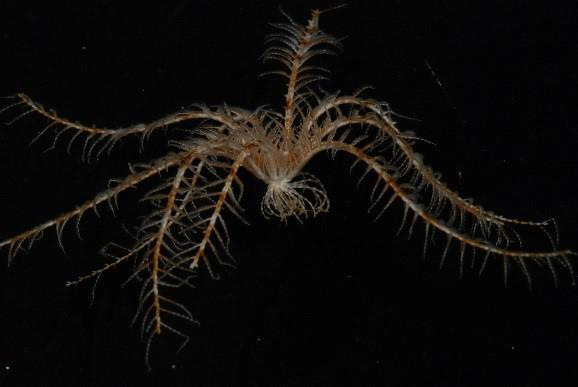
Argyrometra mortenseni
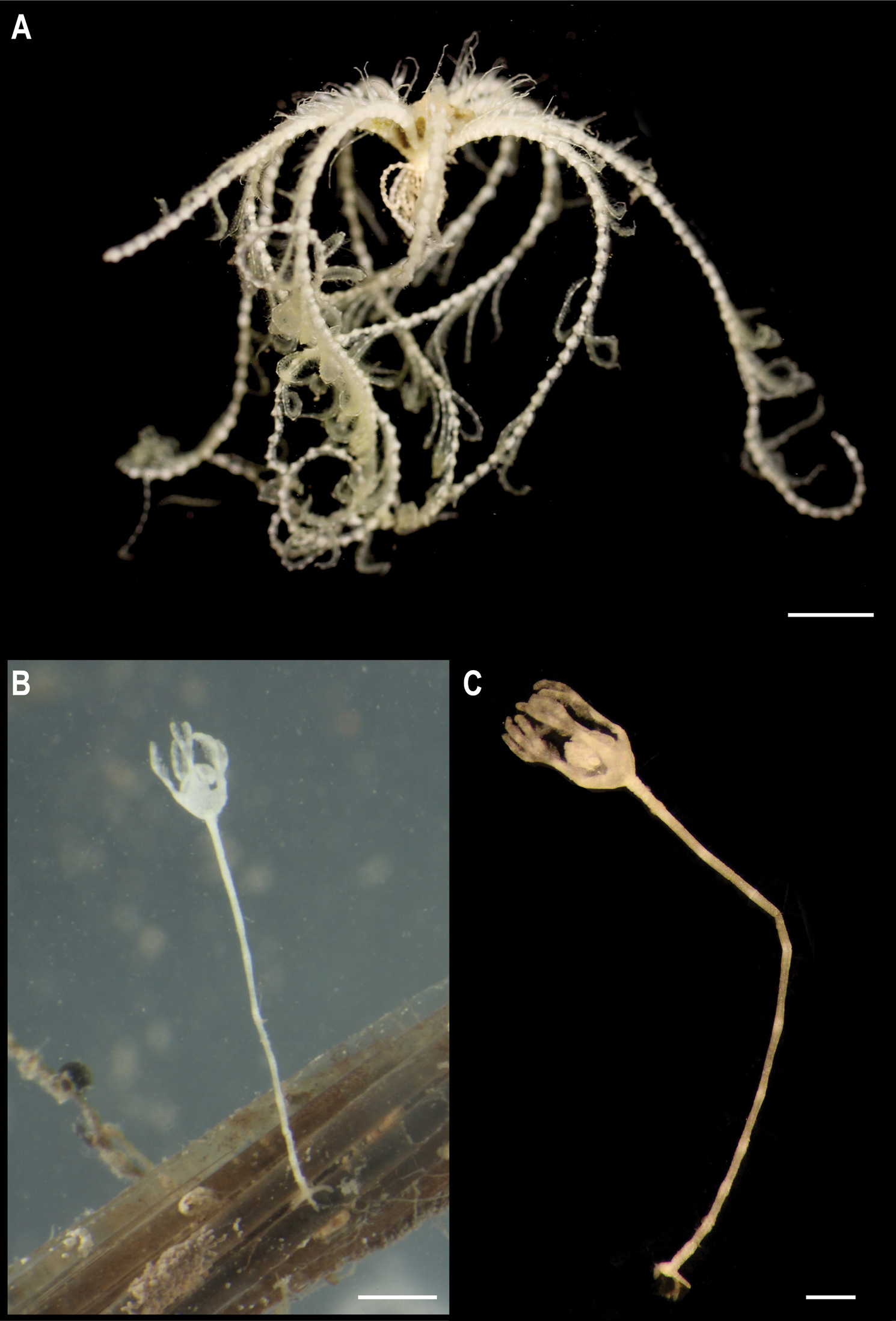
Possible Bathymetra
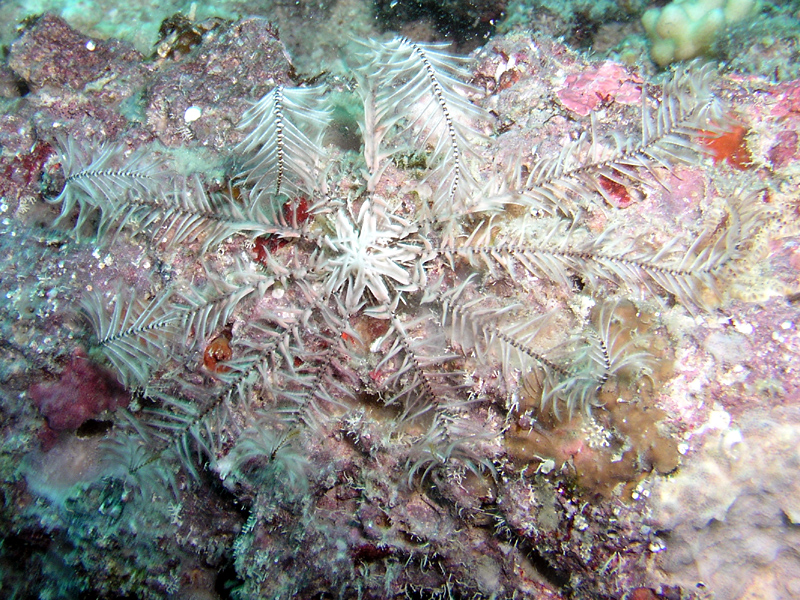
Dorometra parvicirra
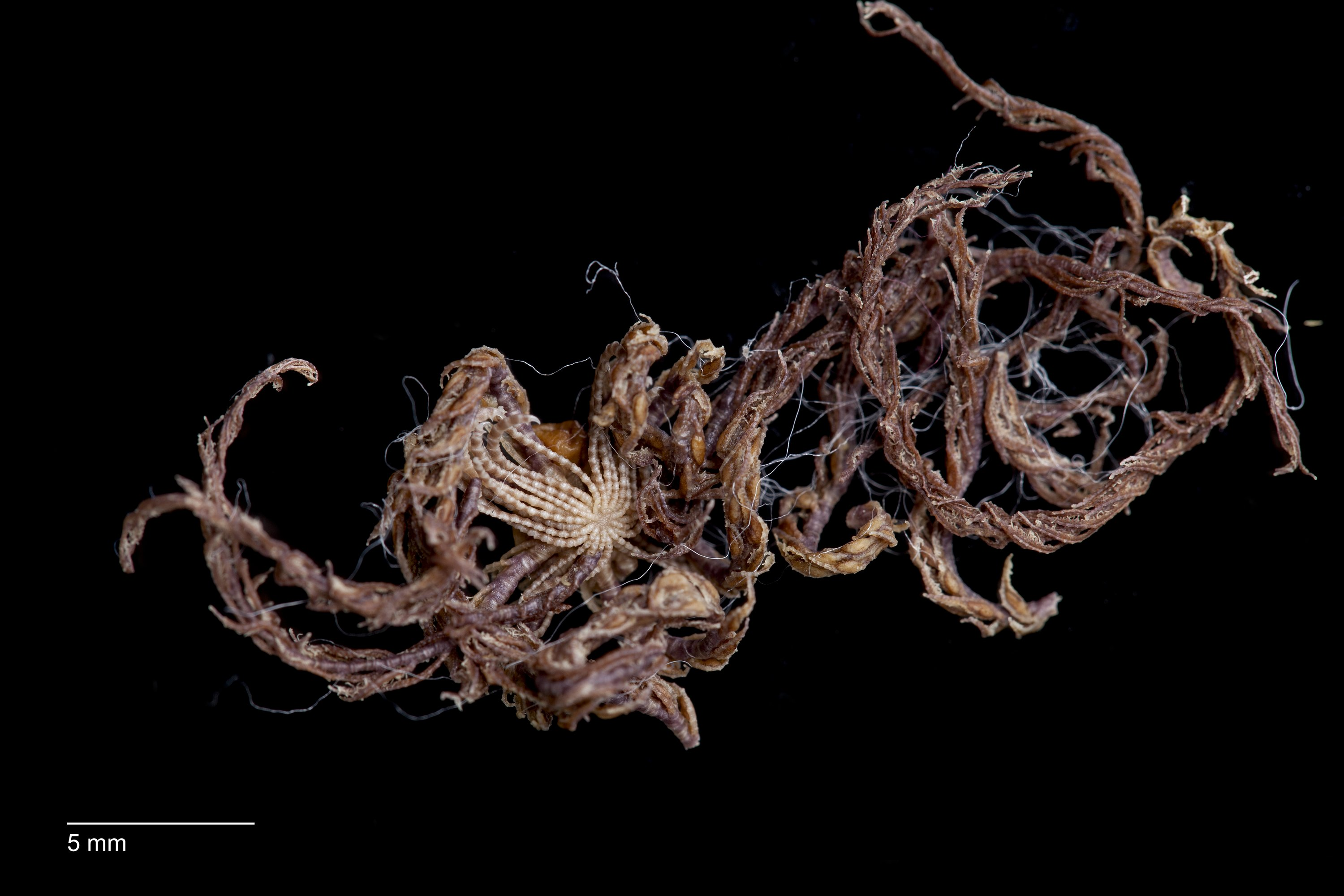
Euantedon paucicirra
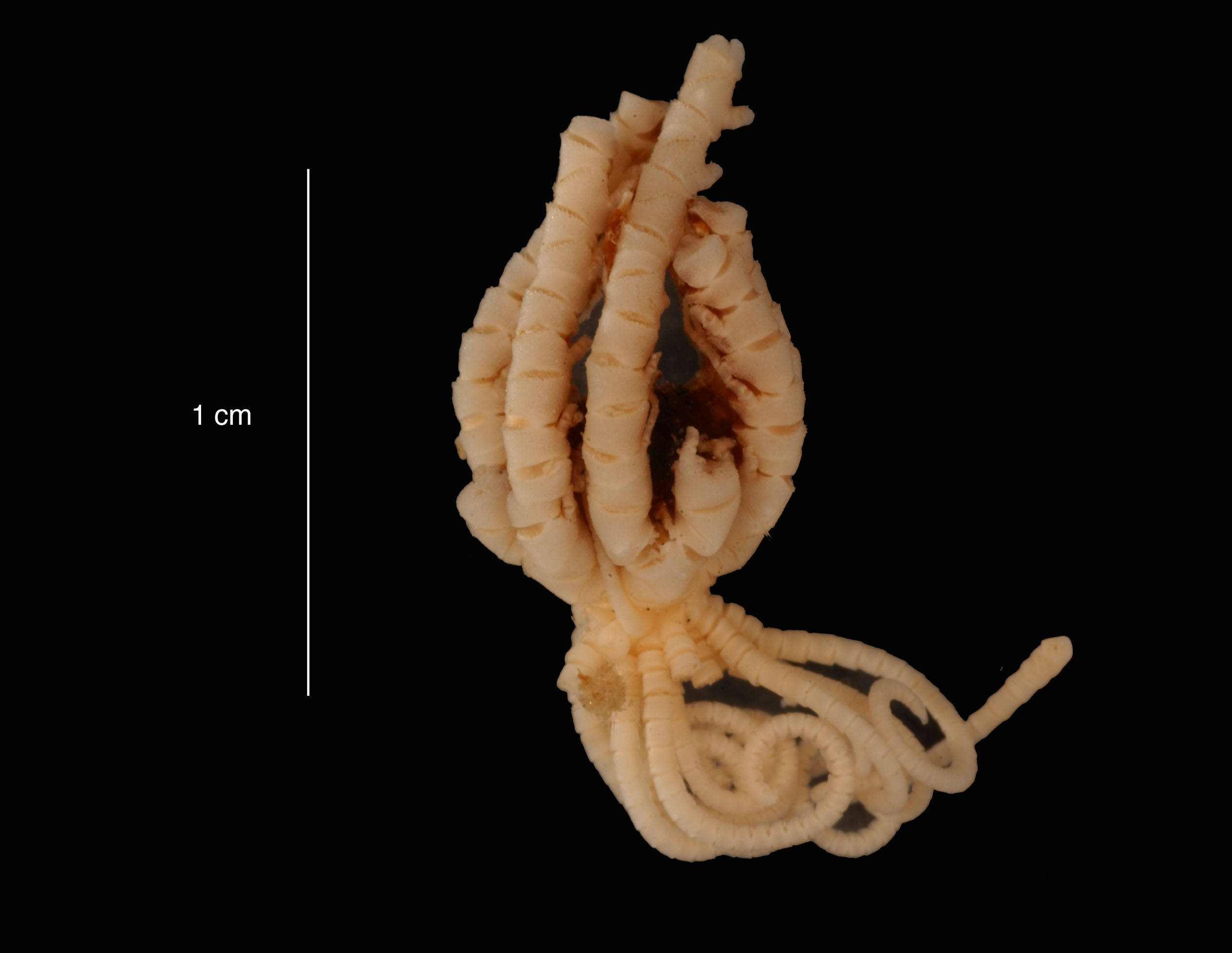
Eumorphometra fraseri (USNM)
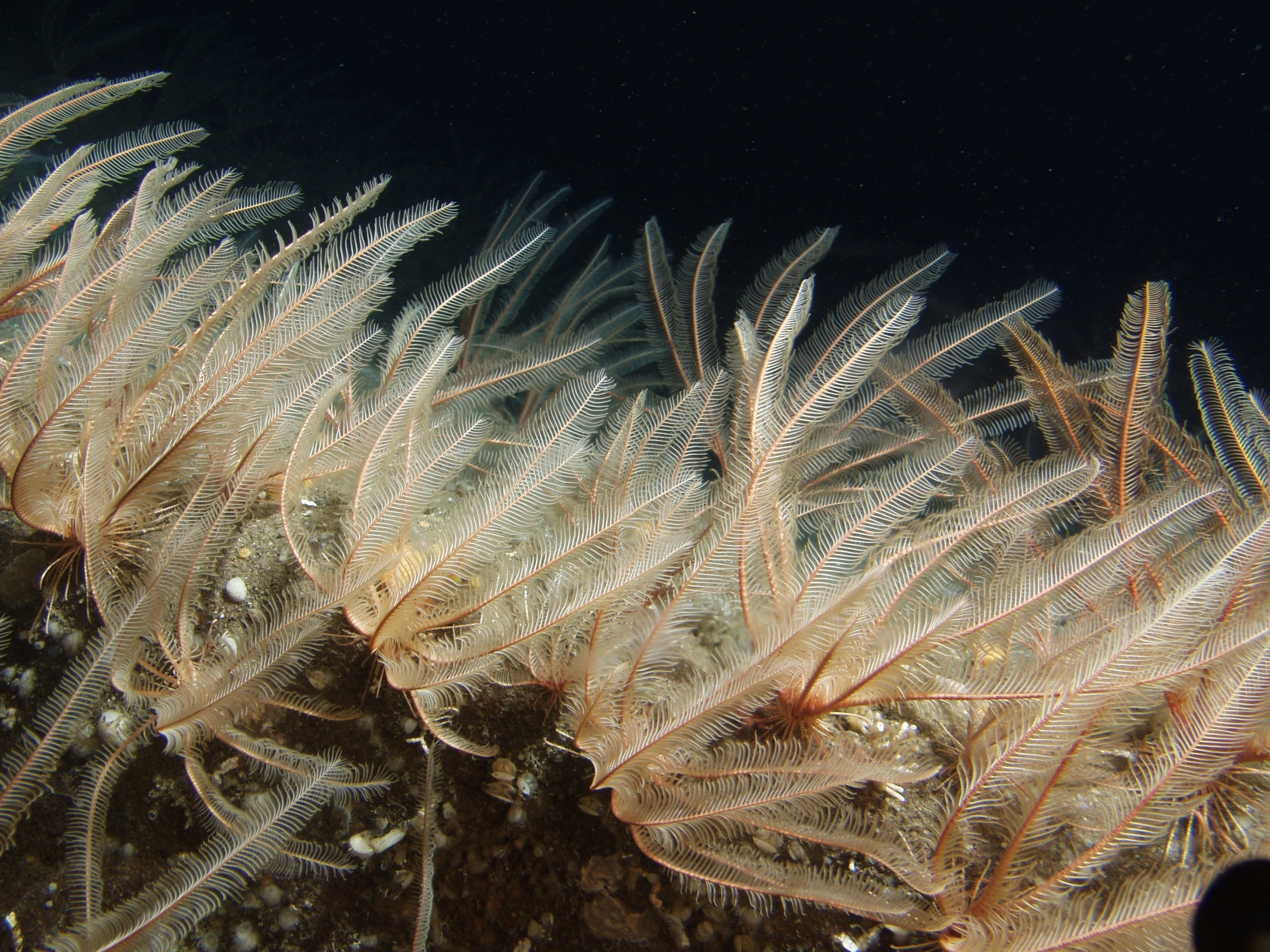
Florometra serratissima
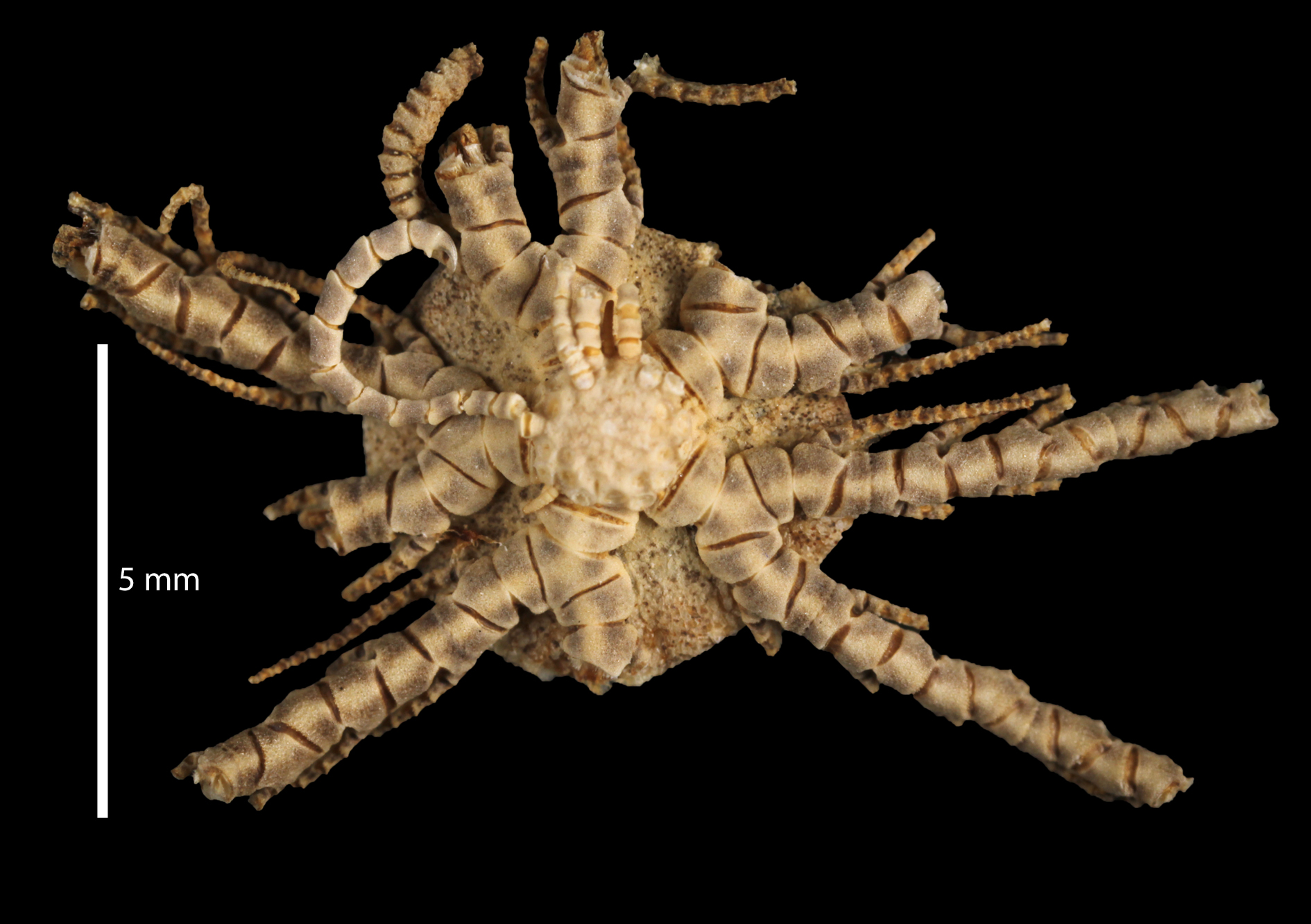
Centrodorsal d’Iridometra malagasiensis (MNHN)
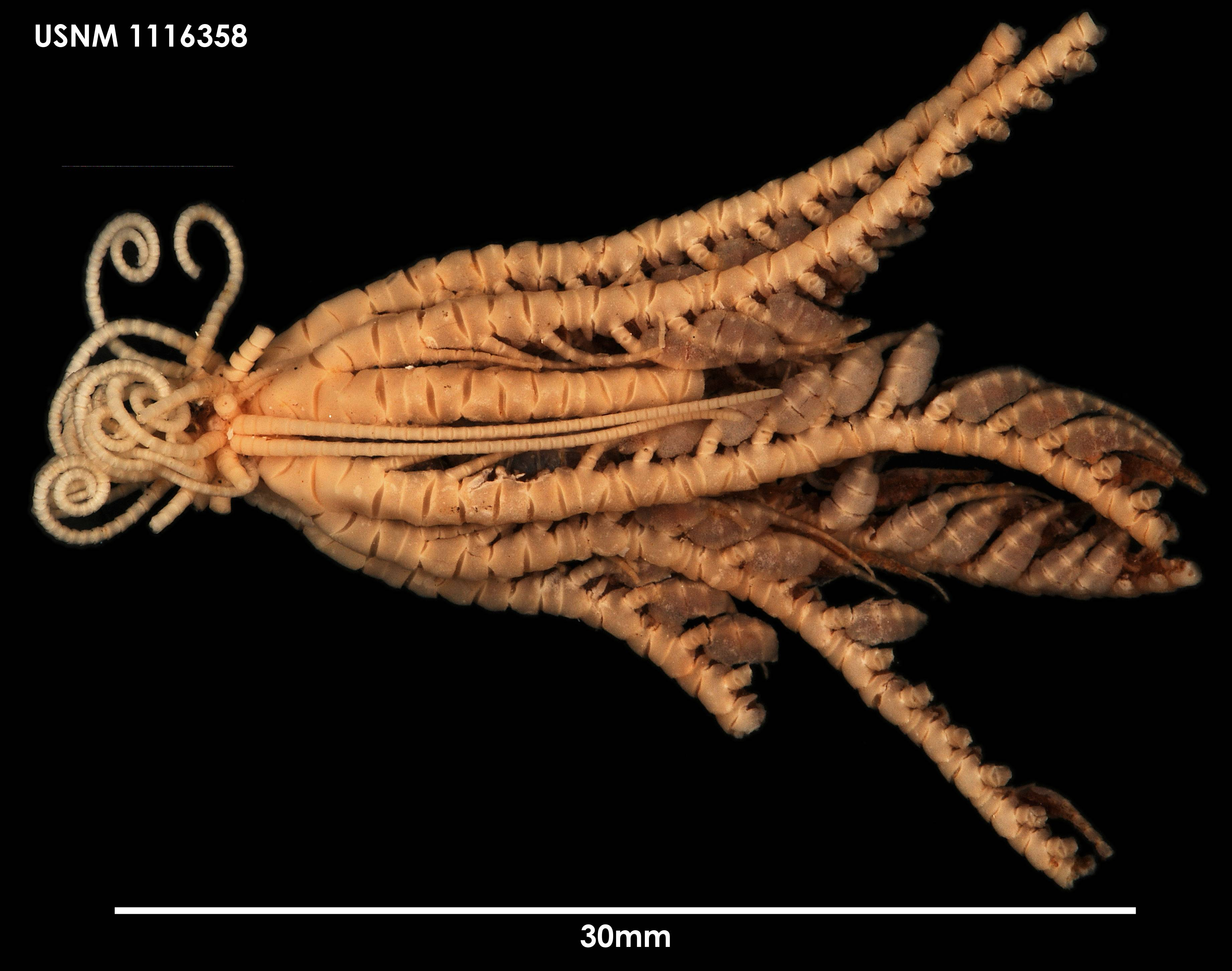
Isometra hordea (USNM)
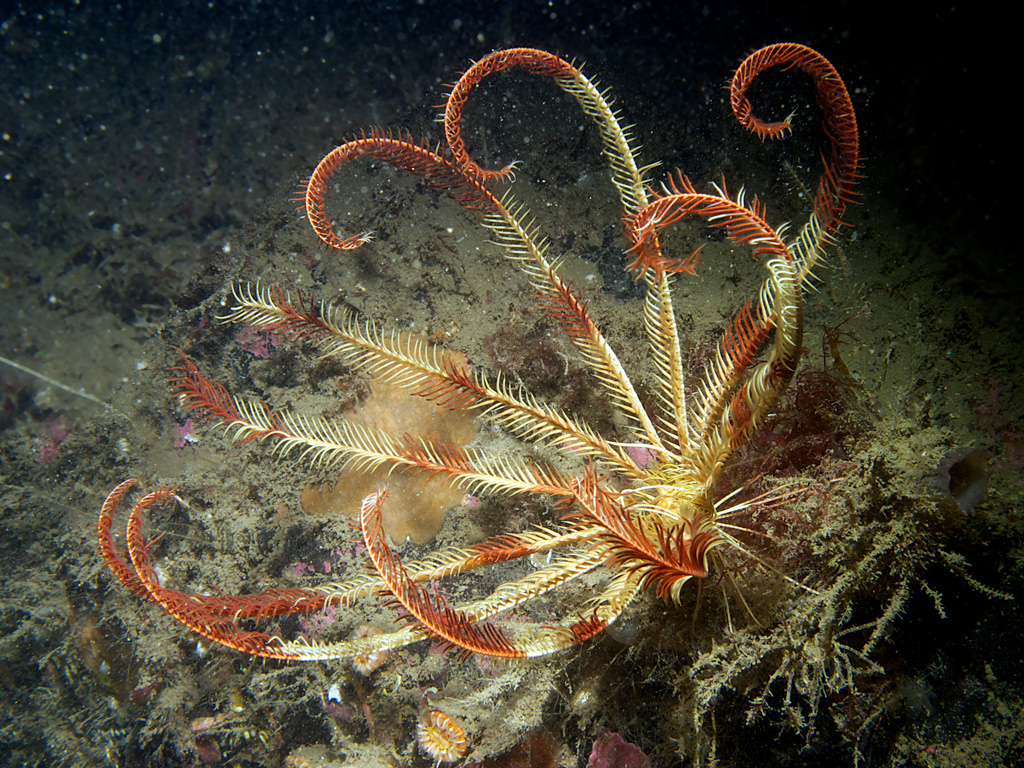
Leptometra celtica
Mastigometra flagellifera
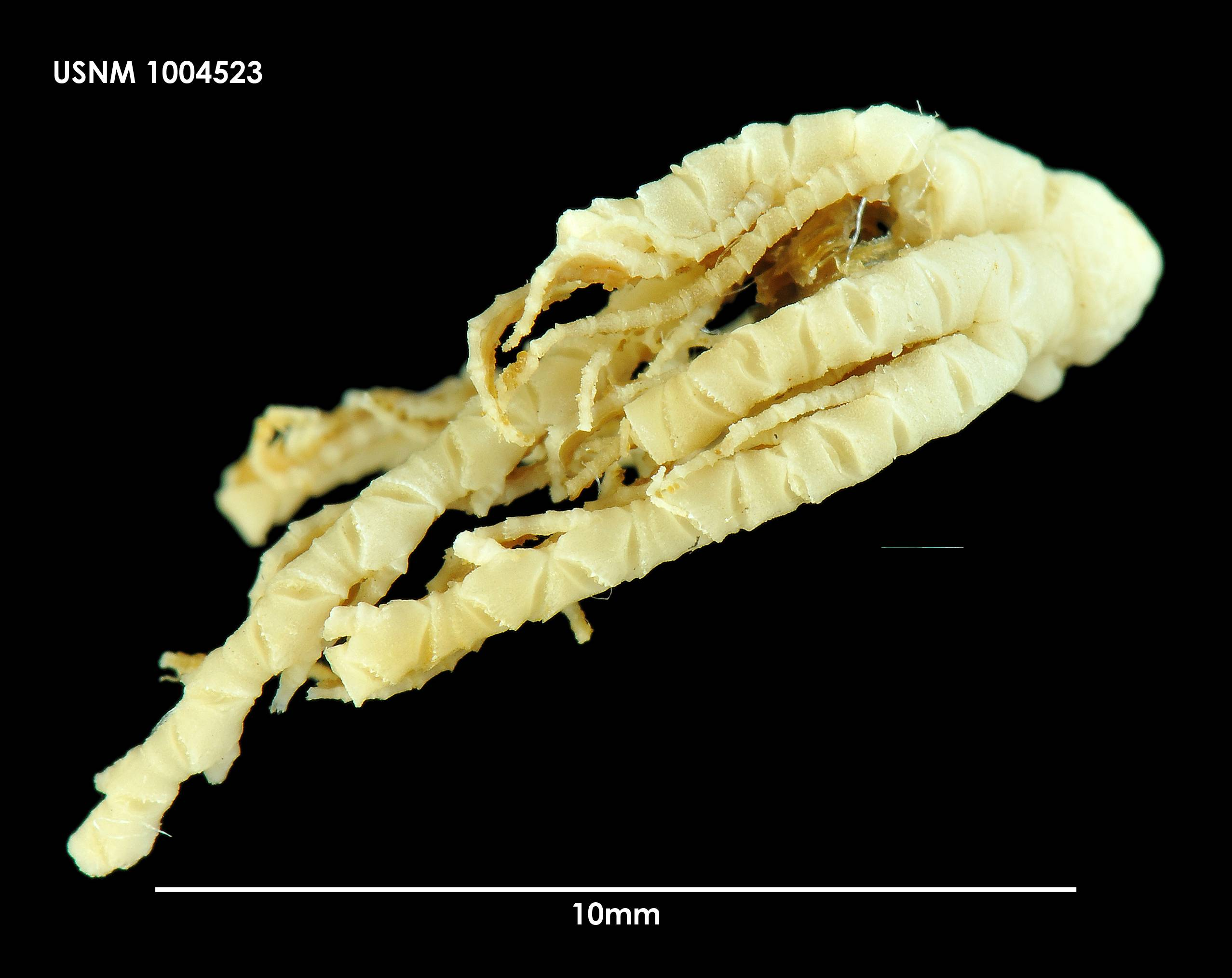
Phrixometra nutrix (USNM)
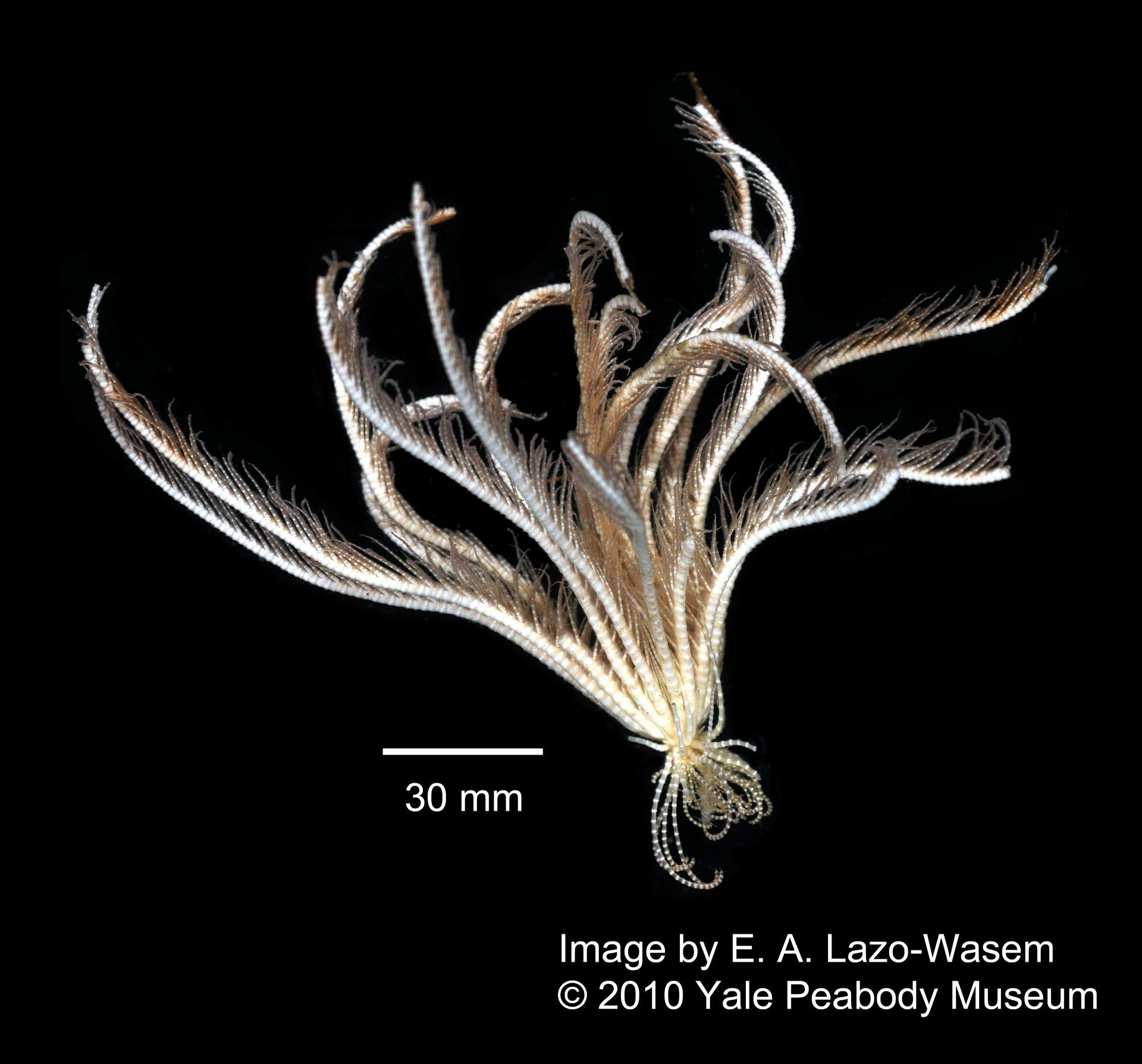
Promachocrinus kerguelensis
Thaumatometra septentrionalis